# Wolfgang Cerny
Wolfgang Cerny (ur. 31 sierpnia 1984 w Wiedniu) – austriacki aktor, producent i model.

## Życie i kariera
Uczęszczał do szkoły sportowej w Wiedniu, gdzie trenował sztuk walki. Po maturze, w latach 2005-2009 studiował w na Konserwatorium Wiedeńskim (Konservatorium der Stadt Wien). Uczył się aktorstwa także w Los Angeles w Jeremiah Comey Studios i American Academy of Dramatic Arts. 
Debiutował na ekranie w filmie krótkometrażowym W tym wszyscy jesteśmy nadzy (Drunter sind wir alle nackt, 2006), który był prezentowany na festiwalach w Wiedniu, Hamburgu, Brest i Tokio.
W maju 2008 roku, Cerny grał w wiedeńskiej produkcji teatralnej Menyhérta Lengyela Tajfun (Taifun) w reżyserii Daniela Schradera. Występował również na scenie Theater Drachengasse w Wiedniu, w lutym 2009 wystąpił w scenicznej wersji legendarnego filmu Absolwent. 
Od sierpnia 2009 do początku sierpnia 2010 roku grał postać Lukasa Zastrowa w telenoweli ARD Burza uczuć (Sturm der Liebe).

## Filmografia

### filmy fabularne
- 2009: Rimini jako policjant
- 2012: Snipers jako Alexander Foss
- 2014: Kriegsberichterstattung jako Matt McCue
- 2015: Mission: Impossible – Rogue Nation jako austriacki oficer policji
- 2018: Sobibór jako Gustav Wagner

### seriale TV
- 2009–2010: Burza uczuć jako Lukas Zastrow
- 2014: Jednostka specjalna „Dunaj” jako Felix Wimmer
- 2015: Tatort: Grenzfall jako Martin Ryba